# Stattmatten

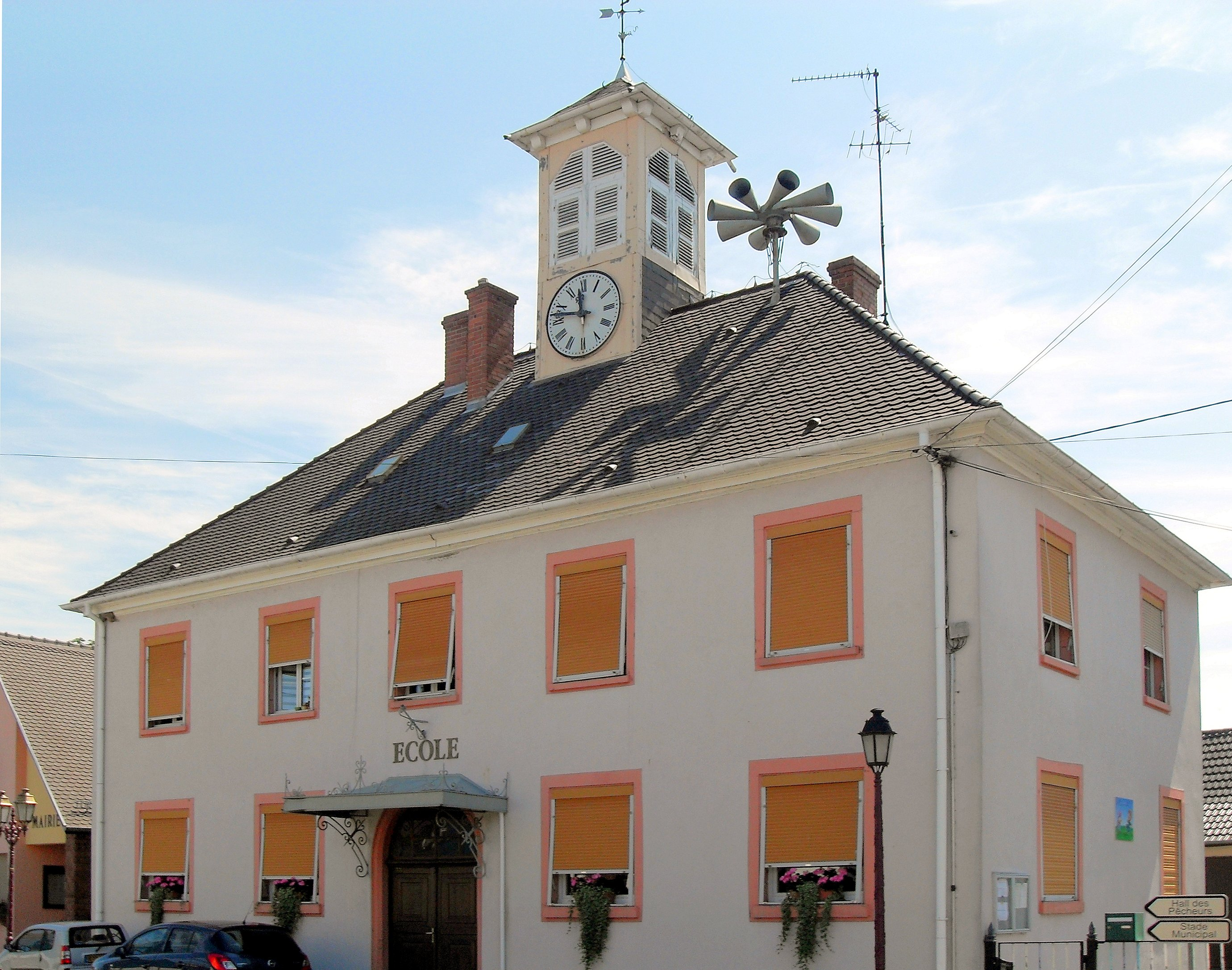
Schoolgebouw

Stattmatten is een gemeente in het Franse departement Bas-Rhin (regio Grand Est) en telt 646 inwoners (2004). De plaats maakt deel uit van het arrondissement Haguenau-Wissembourg.

## Geografie
De oppervlakte van Stattmatten bedraagt 3,9 km², de bevolkingsdichtheid is 165,6 inwoners per km².
De onderstaande kaart toont de ligging van Stattmatten met de belangrijkste infrastructuur en aangrenzende gemeenten.

## Demografie
Onderstaande figuur toont het verloop van het inwonertal (bron: INSEE-tellingen).